# Estação Besòs
Besòs (Metro de Barcelona) é uma estação da linha Linha 4 do Metro de Barcelona. Entrou em funcionamento em 1982.

## Facilidades
- Escada rolante.

## Localização
- Barcelona;  Espanha,  Catalunha.